# Hans, het leven voor de dood
Pour plus de détails, voir Fiche technique et Distribution.
Hans, het leven voor de dood (littéralement « Hans, la vie avant la mort ») est un film néerlandais documentaire réalisé par Louis van Gasteren, sorti en 1983.

## Synopsis
À travers la vie du musicien, poète et acteur Hans van Sweeden, suicidé à l'âge de 24 ans, le film dresse un portrait dans la jeunesse des années 1950-1960, dans un contexte de post-nazisme, aujourd'hui devenue adulte.

## Fiche technique
- Titre : Hans, het leven voor de dood
- Réalisation : Louis van Gasteren
- Musique : Brian Eno et Misha Mengelberg
- Photographie : Paul van den Bos, Jos van Schoor et Fred Van Kuyk
- Pays :  Pays-Bas
- Genre : Documentaire
- Durée : 155 minutes
- Date de sortie : 
  - Pays-Bas : 1983

## Intervenants
- Marlies van Alcmaer
- Jan Cremer
- Robert Jasper Grootveld
- Willem Nijholt
- Ramses Shaffy

## Distinctions
Le film a remporté le Veau d'or du meilleur film.